# Paneuropski koridor V
Paneuropski Koridor V je željeznička pruga od Europskog značaja, koja povezuje sjevernu i južnu Europu.

## Trasa u Hrvatskoj
U Hrvatskoj postoje dva kraka ovoga koridora. Krak b i c.

### Trasa krakabkroz Hrvatsku

#### Važniji gradovi i važni kolodvori na trasi
Gledajući od sjevera ka jugu, ovi gradovi se nalaze na pravcu koridora 5b:
 Željeznička pruga Velika Kaniža – Pečuh 

 Đikeniš 

 Željeznička pruga Velika Kaniža – Pečuh 

 državna granica Mađarska / Hrvatska 

 Most Drava

 Botovo 

 odvojak prema Varaždinu 

 Koprivnica 

 odvojak prema Osijeku 

 Križevci 

 odvojak prema Bjelovaru 

 Vrbovec 

 odvojak prema Vinkovcima 

 Dugo Selo 

 Sesvete 

 odvojak prema Klari i prema Sisku 

 Zagreb GK 

 odvojak prema Zaprešiću 

 Most Sava

 odvojak prema Klari i prema Sisku 

 Jastrebarsko 

 odvojak prema Sisku 

 odvojak prema Ozlju 

 Karlovac 

 Most Kupa

 Oštarije 

 odvojak prema Gospiću (Lička pruga)

 Ogulin 

 Moravice 

 Škrljevo 

 odvojak prema Bakru 

 odvojak prema Brajdici 

 Rijeka 

 pruga do granice sa Slovenijom 

#### Posebnost
Iako koridor V dijeli dio svoje trase s Koridorom X (potez Dugo Selo – Zagreb), tehnički je ta dionica dio koridora X. To znači, kako je koridor V, krak b zapravo prekinut na tom potezu.

#### Elektrifikacija
Elektrifikacija je 25 kV, 50 Hz na cijelom dijelu. Od Moravica do Rijeke je nekada bio napon 3 kV zbog toga što je ta trasa prva elektrificirana trasa u Jugoslaviji. Nakon toga, svugdje s nadalje koristio puno efikasniji napon od 25 kV.

#### Brdovitost
Od Koprivnice do Karlovca je trasa pruge poprilično ravna. Međutim, nakon toga dolazi planinski Gorski kotar, gdje su veliki usponi i padovi. Zbog toga je ova dionica pruge najteža.

#### Nova nizinska brza pruga
Postoje planovi za novu brzinsku nizinsku prugu, koja bi postala dijelom ove linije i išla bi zaobilano, ali dolinom. Zasada se ne zna kada će se planovi ostvariti. Prvotno je najveća predviđena brzina cijelog koridora V, kraka b 250 km/h. Međutim, iz financijskih razloga, najvjerojatnije će biti izgrađena nizinska pruga s parametrima do 250 km/h, ali samo osposobljena za brzine do 160 km/h. Teretni promet bi trebao sačinjavati većinu prometa koridora Vb u budućnosti, posebno kontejnerski promet. Najveća korist se očekuje za luku Rijeka.

### Trasa krakackroz Hrvatsku

#### Važniji gradovi i važni kolodvori na trasi
Gledajući od sjevera ka jugu, ovi gradovi se nalaze na pravcu koridora 5c:
 pruga Viljan – Madžarboja (pruga od Pečuha) 

 Madžarboja

 državna granica Mađarska / Hrvatska

 Beli Manastir

 Most Drava

 odvojak prema Dalju 

 Osijek 

 odvojak prema Koprivnici 

 odvojak prema Vinkovcima 

 Đakovo 

 odvojak prema Vinkovcima 

 Strizivojna – Vrpolje 

 odvojak prema Zagrebu 

 Slavonski Šamac 

 Most Sava (državna granica Hrvatska / Bosna i Hercegovina)

 Bosanski Šamac 

 Željeznička pruga Bosanski Šamac – Sarajevo 

 Sarajevo 

 

 državna granica Bosna i Hercegovina / Hrvatska

 Metković 

 Opuzen 

 Ploče 

#### Elektrifikacija
Elektrifikacija naponom 25 kV 50 Hz postoji i od granice s Bosnom i Hercegovinom do kolodvora Strizivojna-Vrpolje do kolodvora Ploče.

## Vanjske poveznice
- Pruga blokira gradski promet (U Osijeku)[neaktivna poveznica]
- Đakovo izmješta prugu na periferiju grada  Arhivirana inačica izvorne stranice od 4. ožujka 2021. (Wayback Machine)
- Izmještanje trase u Đakovu  Arhivirana inačica izvorne stranice od 25. rujna 2008. (Wayback Machine)
- Članak o nizinskoj pruzi[neaktivna poveznica]
- Prezentacija nove nizinske pruge
- Ugovor o izgradnji nizinske pruge  Arhivirana inačica izvorne stranice od 22. siječnja 2021. (Wayback Machine)
- Spekulacije o trasi pruge